# 和田崇
和田崇（日语：和田 崇，1966年—2005年3月5日），日本男性動畫師。生前從屬動畫公司J.C.STAFF。
代表作是擔任總作畫監督的《笑園漫畫大王》。2005年3月5日因急性心臟病去世。享年39歲。

## 主要參加作品

### 電視動畫
1993年
- 幽☆遊☆白書（原畫）

1994年
- 可愛巧虎島（作畫監督）
- 美少女戰鬥隊（作畫監督）

1998年
- 魔術士歐菲（作畫監督、作畫監督補佐、原畫）

1999年
- 快感指令（日语：快感・フレーズ）（原畫）
- 迷糊女戰士（原畫）
- 魔術士歐菲 Revenge（作畫監督、原畫）

2000年
- 幽浮寶貝（作畫監督、原畫）
- 愛上壞壞的死神（作畫監督）

2001年
- 魔法戰士李維（總作畫監督、配角設定、作畫監督）

2002年
- 笑園漫畫大王（總作畫監督[1]、作畫監督、原畫）
- 推理之絆（ED原畫）

2003年
- 高機動幻想 ～嶄新之行軍歌～（日语：ガンパレード・マーチ 〜新たなる行軍歌〜）（總作畫監督、作畫監督）
- 一騎當千（總作畫監督）
- 月姬（總作畫監督、作畫監督）

2004年
- 忘却的旋律（作畫監督、原畫）

2005年
- 星艦駕駛員（總作畫監督、作畫監督）
- 我的太太是魔法少女（原畫）

### OVA
1988年
- 恐怖的生化人 最終教師（日语：最終教師）（動畫）

1989年
- 風魔小次郎 夜叉篇（動畫）

1992年
- 風魔小次郎 風魔反亂篇（原畫）
- 帥氣女朋友（日语：ハンサムな彼女）（原畫）

1993年
- 怪醫黑傑克（原畫）

1994年
- 紺碧艦隊（－2003年，人物作畫監督、原畫）

1995年
- （原畫）
- （作畫監督）
- 彌涅耳瓦的劍士（日语：ミネルバの剣士）（人物設定）

1996年
- 宇宙戰艦山本洋子（原畫）
- 湘南純愛組！ 第4、5卷（人物設定、作畫監督）

1997年
- 真奈美&奈美 SPRITE（日语：SPRITE (漫画)）（人物設定、總作畫監督）